# INCADAT
INCADAT este o bază de date electronică care reunește toate sentințele CEDO cu privire la răpirea internațională de minori creată sub auspiciile Conferinței de la Haga privind dreptul internațional privat și care oferă un acces ușor la multe dintre deciziile luate de către instanțele judecătorești naționale din întreaga lume în ceea ce privește aplicarea Convenției din 1980 cu privire la răpirea internațională de minori.

## Istoric
În 1999, pentru a promova înțelegerea reciprocă, interpretarea consecventă și, prin urmare, funcționarea eficientă a Convenției din 1980 cu privire la răpirea internațională de minori, Biroul Permanent al Conferinței de la Haga privind dreptul internațional privat a creat această bază de date (INCADAT). Baza de date accesibilă este conține decizii relativ la Convenția de la Haga din 1980 asupra răpirii internaționale de minori, precum și alte decizii relevante sub aspectul răpirii internaționale de copii.
INCADAT cuprinde rezumatele deciziilor de căutare, link-uri către textele integrale ale hotărârilor judecătorești și compendii de analiză juridică în limbile engleză, franceză și spaniolă. Baza de date INCADAT este actualizată în permanență, fiind utilizată de către judecători, autoritățile centrale, practicienii dreptului, cercetători și alte persoane interesate în această ramură juridică.

## Obiective
Răpirea internațională de minori este o problemă globală care afectează câteva mii de copii în fiecare an. Instrumentul internațional de bază, destinat să protejeze copiii de efectele dăunătoare ale răpirii sau reținerii peste granițe, este Convenția de la Haga din 1980 asupra aspectelor civile ale răpirii internaționale de copii. Acest tratat multilateral, are în prezent 84 state semnatare. Tratatul nu caută să se pronunțe cu privire la aspectele de custodie, dar pune în aplicare principiul că de obicei un copil răpit ar trebui să fie returnat imediat în statul său de origine. După ce copilul este returnat autorităților locale le revine sarcina de a stabili unde și cu cine ar trebui copilul să locuiască. Convenția de la Haga din 1980 cu privire la răpirile internaționale de copii este concepută, de asemenea, pentru a asigura protecția drepturilor de acces.